# Stamatis Katsimis
Stamatis  Katsimis (en griego: Σταμάτης Κατσίμης; Atenas; 30 de mayo de 1982) es un piloto de automovilismo griego. Stamatis Katsimis ha corrido en las categorías inferiores del automovilismo de los países en los que ha estado compitiendo, hasta que corrió las dos últimas carreras de la Temporada 2008 de Superleague Fórmula para el Equipo de Superleague Fórmula de Olympiacos CFP. 

## Carrera deportiva
Katsimis comenzó su carrera como piloto en 2001 en las carreras de Fórmula 3, ganando la clase B del campeonato italiano. Además, quedó tercero en la misma competición en Grecia. En 2002 fue inscrito en el 7º Campeonato de Fórmula 3 de Grecia, aunque no logró realizar ninguna gran hazaña. En 2008, Kastsimis regresó al automovilismo y participó en las 4 primeras carreras del campeonato italiano de Fórmula 3, en el que terminó quinto. Ese mismo año, Katsimis debutó en la Superleague Fórmula de la mano del Olympiacos en Vallelunga gracias a sus buenos tiempos en los entrenamientos de los novatos, sustituyendo a Kasper Andersen en las dos últimas carreras de la competición, en el cual su mejor lugar no pasó del noveno puesto.